# Белеметски езера
Белеметските езера е група от 34 езера в Северен Пирин, разположени в долината на река Мозговица.

## Положение
Белеметските езера са разположени югозападно от главното било на Пирин планина в изворната зона на река Мозговица – един от притоците на Санданска Бистрица, ляв приток на Струма.

Езерната група е ограничена от главното планинско било, Мозговшкия рид и Каменишкото било. Около тях са разположени няколко известни върха – Каменица, Малка Каменица, Кралев двор, Момин двор, Валявишки чукар.

## Езера
Белеметската езерна група е една от най-големите в Пирин – 34 на брой, разположени между 2537 m н.в. и 2190 m н.в. От тях 2 имат площ над 10 da, 7 са с площ между 1 и 10 da, а останалите 25 са с площ под 1 da. Повечето езера са плитки и пресъхват през лятото.
- Езера от едно до единадесет са пръснати в гънките на Белемето около осмото, Тевно езеро. Повечето са малки езера с непостоянен воден режим и площ под един декар.
- Осмото, най-голямо е Тевното езеро, което се намира най-северно от групата в непосредствена близост под върховете Момин двор и Валявишки чукар, на 41°42′00″ с. ш. 23°28′47″ и. д. / 41.7° с. ш. 23.479722° и. д.. Има издължена, крива форма, която слабо прилича на бъбрек. Със своята площ от 62,49 декара (487 х 220 m) то е най-голямото езеро над 2500 m. в България. Точната му височина е 2519 m, което го поставя на шестнадесето място по височина сред пиринските езера (шесто място сред големите пирински езера) и същевременно е на осмо място по големина в Пирин (площта му е два пъти по-голяма от тази на петте по-високи езера взети заедно). Дълбоко е 3,9 m. Воден обем: 116 570 m3[2]. Край потока, който изтича към останалите езера на юг, се намира заслона Тевно езеро.

- Езера от дванадесет до двадесет и три са разположени стъпаловидно по южния скат на Белемето до подножието на връх Каменица. По-големи са езера 12, 13, 15, 17 и 22. Езерата са разнородни по характер - някои са с непостоянен воден режим, повечето - заблатени, с полегати тревни брегове. Изключение прави езеро 22 в северния склон на Каменица. То е разположено на 2375 m н.в., второ е по големина в групата с  площ 13,95 da, максимална дълбочина 2,3 m и обем 11500 m3[2]. Има каменисти брегове и каменисто дъно.

- Езера от двадесет и четири до тридесет и четири са разположени в местността Мозговица на височина под 2230 m. Повечето от тях са останки от вече запълнено по-голямо езеро с площ под 1 da.

## Пресъхнали езера
В обхвата на Белеметската езерна група се наблюдават следи от няколко затлачени езера. Първото, с площ  от 2 da е разположено в източната част на циркуса на 2430 m н.в. Други две са разположени в местността Мозговица около езера 24-34, едното от които е било със значителни размери – площ от 40 da. Следи от още няколко по-малки бивши езера са видими около езера 33 и 34.

## Име
Наричат се така по името на местността Белемето. По времето на възродителния процес езерата са преименувани на Малокаменишки езера по името на близкия връх Малка Каменица, но името не се възприема сред местното население и туристическите среди. Относително по-рядко езерата се наричат и Мозговишки, тъй като от тях води началото си река Мозговица.